# Tamara Alexandrowna Sorokina
Tamara Alexandrowna Sorokina (russisch Тамара Александровна Сорокина, geb. Казачкова, Kasatschkowa, engl. Transkription Kazachkova; * 15. August 1950 in Kasanowka, Oblast Tscheljabinsk) ist eine ehemalige sowjetische Mittelstreckenläuferin.
Über 1500 m schied sie bei den Olympischen Spielen 1972 in München im Vorlauf aus und gewann bei den  Leichtathletik-Halleneuropameisterschaften 1974 in Göteborg Bronze.
Über dieselbe Distanz siegte sie beim Leichtathletik-Weltcup 1981 in Rom und wurde Sechste bei den Leichtathletik-Europameisterschaften 1982 in Athen. 
Dreimal wurde sie Sowjetische Hallenmeisterin über 1500 m (1974, 1980, 1981) und je einmal über 800 m (1981) und 1000 m (1973).

## Persönliche Bestzeiten
- 800 m: 1:56,6 min, 21. August 1982, Podolsk
- 1000 m: 2:32,8 min, 20. Juli 1976, Podolsk
- 1500 m: 3:58,89 min, 26. Juli 1981, Leningrad
  - Halle: 4:07,8 min, 16. Februar 1980, Moskau
- 1 Meile: 4:21,89 min, 30. Juni 1982, Budapest